# Amphoe Phu Luang
Amphoe Phu Luang (Thai: อำเภอ ภูหลวง, Aussprache: ʔāmpʰɤ̄ː pʰūː lǔaŋ) ist ein Landkreis (Amphoe – Verwaltungs-Distrikt) in der  Provinz Loei. Die Provinz Loei liegt im nordwestlichen Teil der Nordostregion von Thailand, dem so genannten Isan.

## Geographie
Benachbarte Landkreise und Gebiete sind (von Süden im Uhrzeigersinn): Amphoe Nam Nao in der Provinz Phetchabun, sowie die Amphoe Phu Ruea, Wang Saphung, Nong Hin und Phu Kradueng in der Provinz Loei.
Im Nordwesten des Landkreises liegt die Hochebene des Phu-Luang-Berges, der dem Kreis seinen Namen gab. Es ist jetzt als Wildgehege Phu Luang (Phu Luang Wildlife Sanctuary) geschützt. Im Tambon Kaeng Si Phum liegt der Waldpark Namtok Huai Lao, ein Gebiet von 3,4 km² rund um den Wasserfall Huai Lao.

## Geschichte
Phu Luang wurde am 28. November 1980 zunächst als „Zweigkreis“ (King Amphoe) eingerichtet, indem die zwei Tambon Phu Ho und Nong Khan vom Amphoe Wang Saphung abgetrennt wurden. 
Am 9. Mai 1992 wurde er zum Amphoe heraufgestuft.

## Verwaltung

### Provinzverwaltung
Der Landkreis Phu Luang ist in fünf Tambon („Unterbezirke“ oder „Gemeinden“) eingeteilt, die sich weiter in 46 Muban („Dörfer“) unterteilen.
| Nr. | Name          | Thai     | Muban | Einw. |
| --- | ------------- | -------- | ----- | ----- |
| 1.  | Phu Ho        | ภูหอ      | 13    | 6.564 |
| 2.  | Nong Khan     | หนองคัน   | 09    | 4.713 |
| 4.  | Huai Sisiat   | ห้วยสีเสียด | 08    | 4.168 |
| 5.  | Loei Wang Sai | เลยวังไสย์ | 08    | 4.576 |
| 6.  | Kaeng Si Phum | แก่งศรีภูมิ  | 08    | 4.336 |

Hinweis: Geocode Nr. 3 wird nicht benutzt.

### Lokalverwaltung
Außerdem gibt es fünf „Tambon-Verwaltungsorganisationen“ (องค์การบริหารส่วนตำบล – Tambon Administrative Organizations, TAO):
- Phu Ho (Thai: องค์การบริหารส่วนตำบลภูหอ) bestehend aus dem kompletten Tambon Phu Ho.
- Nong Khan (Thai: องค์การบริหารส่วนตำบลหนองคัน) bestehend aus dem kompletten Tambon Nong Khan.
- Huai Sisiat (Thai: องค์การบริหารส่วนตำบลห้วยสีเสียด) bestehend aus dem kompletten Tambon Huai Sisiat.
- Loei Wang Sai (Thai: องค์การบริหารส่วนตำบลเลยวังไสย์) bestehend aus dem kompletten Tambon Loei Wang Sai.
- Kaeng Si Phum (Thai: องค์การบริหารส่วนตำบลแก่งศรีภูมิ) bestehend aus dem kompletten Tambon Kaeng Si Phum.